# Saint-Germain-de-Pasquier
Saint-Germain-de-Pasquier is een gemeente in het Franse departement Eure (regio Normandië) en telt 139 inwoners (1999). De plaats maakt deel uit van het arrondissement Bernay.

## Geografie
De oppervlakte van Saint-Germain-de-Pasquier bedraagt 2,0 km², de bevolkingsdichtheid is 69,5 inwoners per km².
De onderstaande kaart toont de ligging van Saint-Germain-de-Pasquier met de belangrijkste infrastructuur en aangrenzende gemeenten.

## Demografie
Onderstaande figuur toont het verloop van het inwonertal (bron: INSEE-tellingen).